# 賽黃晶 (馬)
賽黃晶，是純種競賽馬匹。生涯活躍於中距離賽事，曾於2018年及2019年分別勝出美國賽馬會盃及京都紀念。

## 出賽前
2014年3月3日出生於北海道安平町北部牧場，成長途中於一口馬主俱樂部Sunday Racing Co. Ltd.進行馬主募集。
其後交由栗東訓練中心練馬師音無秀孝訓練。

## 競賽生涯

### 2歲（2016年）
2016年7月9日出戰中京競馬場2歲新馬戰，面對大爛地下仍然可以於直路逐步加速，不斷拋離後方對手下以5馬位優勢取得首勝。
其後挑戰三級賽沙特阿拉伯皇家盃，比賽初段選擇保持於中後方位置下於直路順利衝出，但稍為內閃下未能保持優勢，最終敗於福澤滿途落敗得第二。
12月18日出戰朝日盃未來錦標，雖然於賽前為第二人氣的熱門之一，但於直路上未能加速之餘更不斷失速，最終沉沒下以第十一大敗。

### 3歲
2017年以如月賞作為首戰，於直路上未能壓制對手以第三完賽，其後出戰彌生賞亦以同樣原因落敗。
4月17日按照計劃出戰皋月賞，賽前僅獲得第十三人氣。比賽開始後，其保持於第六左右的位置逐步推進，於通過第三彎道時逐步加速，並於直路初段進佔第三的位置。進入直路後，其繼續保持穩定的走勢展開衝刺，最終堅守之下僅敗於艾恩遺跡及波斯劍客，以爆冷的姿態取得第三。
其後繼續以三冠戰線作為目標，出戰東京優駿（日本打吡）下受限於超慢步速，最終無法進佔有利位置加速下以第六落敗。
入秋後出戰神戶新聞盃獲得第四的戰績，及後出戰菊花賞一度於第四彎道時取得領先，但逐漸失速之下被其他對手超越，最終以第五完賽。
完成菊花賞後，其返回條件戰級別作賽並出戰聖誕老人錦標，於其中保持前置的狀態在最後彎道脱穎而出，最終輕鬆取得勝利。

### 4歲
2018年年初以美國賽馬會盃作為目標，並由杜滿萊策騎。比賽開始後，其跟隨於領放馬米蘭身後穩步推進，於比賽途中未有太大的發力動作。進入直路後，其和一直保持於第三位的覓奇燕子一同衝出超越米蘭，並隨即進入纏鬥的狀態。最終於賽黃晶一直壓制對手的情況之下逐步拉開距離，以2馬位的優勢取得首個分級賽冠軍。
其後出戰大阪盃但不敵其他對手以第六完賽，遠征香港出戰女皇盃及回國以寶塚紀念為目標亦未能掄元，分別取得第七及第五的戰績。
秋季以產經賞作為起動戰，然而比賽初段因漏閘以未能進佔有利位置展開推進，通過第四彎道時繼續處於被包圍的狀態。縱然其於直路上成功突破並展開衝刺，但最終仍然被前方的金之霸及艾恩遺跡拋離，最終以第三的戰績完賽。
完成產經賞後原定出戰秋季天皇賞，但於入場時突然暴走並將鞍上的騎師戶崎圭太拋落，其後於場內不斷奔跑。雖然最終其被工作人員控制並帶返起步點，但經過檢查後因顯著的疲勞被勒令退賽。
休養一段時間過後於年末出戰挑戰盃，採用後上的戰術下於直路跑出不俗的速度，最終以取得一席第四。

### 5歲
2019年繼續以美國賽馬會盃作為首戰並以連霸為目標，但於進入直路後未能發揮出以往的實力，被對手逐漸帶離之下僅跑獲第六。
2月10日出戰京都紀念，比賽初段一直保持於前方位置下於最後彎道逐步加速，並成功尋找到望空的位置。進入直路後，其於所在位置輕鬆加速衝刺，超越前方的賽駒下仍然可以保持勢頭，最終力退外檔衝出的愚者眼界再度取得分級賽優勝。
其後出戰大目標大阪盃，採用居中戰術下於直路毫無反應未能衝出，最終以第九大敗。
而於賽後，其被發現左腳第一趾骨有剝離性骨折的情況，最終需要進入休養。
10月於京都大賞典作為目標，出閘順利之下率先搶佔位置展開領放，並於比賽途中一直維持自身的優勢。進入直路後，其繼續保持領先的勢頭，雖然於中段左右被加速的無畏恐龍超越，但仍然可以阻止其他對手的攻勢以第二完賽。
其後繼續選擇哩半賽事作為目標並出戰日本盃，但未能發揮實力下以第十四慘敗。

### 6歲
2020年陣營為控制其脾氣選擇安排其進行閹割手術，並於完成後安排其在春季天皇賞復出但再度以第九大敗。
其後繼續維持低迷的狀態，出戰寶塚紀念及京都大賞典分別獲得第九及第七的戰績。
年末，其原定繼續增程出戰長途馬錦標，但賽前因出現蜂窩組織炎而退賽。

### 7歲
2021年於京都紀念復出，面對對前置馬有利的步速下，其一直保持於第三左右的位置並於直路開始加速。直路中段，其一直維持於自身的速度，最終以第三完賽。
完成京都紀念後出戰日經賞保持於第二的位置，但體力耗盡下最終以第十二大敗，秋季出戰京都大賞典亦以第九落敗。
其後轉戰泥地賽事並以京都錦標作為目標，但於其中獲得第十三，其後前往地方挑戰名古屋大獎賽，狀態稍為回復下取得第三的戰績。

### 8歲
2022年其重返草地戰線以美國賽馬會盃作為目標，但於其中以第十二落敗。
其後出戰阪神大賞典，於比賽途中因出現心房顫動而大幅失速，最終以第十三大敗。
賽後，陣營認為其身體狀態經已不再適合出賽，因而安排其退役。

### 詳細賽績
| 日期       | 舉辦國家/地區 | 馬場   | 距離   | 級別  | 賽事名稱         | 負重 | 騎師     | 馬號 | 出馬 | 名次     | 時間     | 頭馬（二馬）          |
| ---------- | ------------- | ------ | ------ | ----- | ---------------- | ---- | -------- | ---- | ---- | -------- | -------- | --------------------- |
| 9/7/2016   | 日本          | 中京   | 草1600 |       | 2歲新馬          | 54   | 松若風馬 | 2    | 13   | 1        | 1:40.7   | （Kikuno Lua）        |
| 8/10/2016  | 日本          | 東京   | 草1600 | GIII  | 沙特阿拉伯皇家盃 | 55   | 李慕華   | 7    | 9    | 2        | 1:34.7   | 福澤滿途              |
| 18/12/2016 | 日本          | 阪神   | 草1600 | GI    | 朝日盃未來錦標   | 55   | 李慕華   | 8    | 18   | 13       | 1:36.5   | 里見武神              |
| 5/2/2017   | 日本          | 京都   | 草1800 | GIII  | 如月賞           | 56   | 李慕華   | 4    | 8    | 3        | 1:50.4   | 帆船競賽              |
| 5/3/2017   | 日本          | 中山   | 草2000 | GII   | 彌生賞           | 56   | 李慕華   | 4    | 12   | 3        | 1:50.4   | 掛鎖                  |
| 16/4/2017  | 日本          | 中山   | 草2000 | GI    | 皋月賞           | 57   | 武豐     | 10   | 18   | 3        | 1:57.9   | 艾恩遺跡              |
| 28/5/2017  | 日本          | 東京   | 草2400 | GI    | 東京優駿         | 57   | 武豐     | 1    | 18   | 6        | 2:27.3   | 金之霸                |
| 24/9/2017  | 日本          | 阪神   | 草2400 | GII   | 神戶新聞盃       | 56   | 武豐     | 3    | 14   | 4        | 2:25.2   | 金之霸                |
| 22/10/2017 | 日本          | 京都   | 草3000 | GI    | 菊花賞           | 57   | 武豐     | 15   | 18   | 5        | 3:19.7   | 神業                  |
| 24/12/2017 | 日本          | 阪神   | 草2000 |       | 聖誕老人錦標     | 56   | 松若風馬 | 6    | 10   | 1        | 2:01.7   | （Kurino Yamatono O） |
| 21/1/2018  | 日本          | 中山   | 草2200 | GI    | 美國賽馬會盃     | 55   | 杜滿萊   | 7    | 11   | 1        | 2:13.3   | （覓奇燕子）          |
| 1/4/2018   | 日本          | 阪神   | 草2000 | GI    | 大阪盃           | 57   | 濱中俊   | 14   | 16   | 6        | 1:58.8   | 文雅之士              |
| 29/4/2018  | 香港          | 沙田   | 草2000 | GI    | 女皇盃           | 57   | 貝湯美   | 4    | 8    | 7        | 2:01.74  | 巴基之星              |
| 24/6/2018  | 日本          | 阪神   | 草2200 | GI    | 寶塚紀念         | 58   | 武豐     | 8    | 16   | 5        | 2:12.3   | 覓奇火箭              |
| 23/9/2018  | 日本          | 中山   | 草2200 | GII   | 產經賞           | 57   | 武豐     | 2    | 12   | 3        | 2:11.7   | 金之霸                |
| 28/10/2018 | 日本          | 京都   | 草2000 | GI    | 秋季天皇賞       | 58   | 戶崎圭太 | 8    | 12   | 閘前退賽 | 閘前退賽 | 金之霸                |
| 1/12/2018  | 日本          | 阪神   | 草2000 | GIII  | 挑戰盃           | 57   | 北村友一 | 3    | 12   | 4        | 1:59.0   | 天域皇宮              |
| 20/1/2019  | 日本          | 中山   | 草2200 | GII   | 美國賽馬會盃     | 57   | 北村友一 | 5    | 11   | 6        | 2:14.4   | 意式甜釀              |
| 10/2/2019  | 日本          | 京都   | 草2200 | GII   | 京都紀念         | 56   | 松若風馬 | 8    | 12   | 1        | 2:14.8   | （愚者眼界）          |
| 31/3/2019  | 日本          | 阪神   | 草2000 | GI    | 大阪盃           | 57   | 松若風馬 | 14   | 14   | 9        | 2:01.6   | 艾恩遺跡              |
| 6/10/2019  | 日本          | 京都   | 草2400 | GII   | 京都大賞典       | 57   | 松若風馬 | 14   | 17   | 2        | 2:23.7   | 無畏恐龍              |
| 24/11/2019 | 日本          | 東京   | 草2400 | GI    | 日本盃           | 57   | 松若風馬 | 10   | 15   | 14       | 2:29.2   | 文雅之士              |
| 3/5/2020   | 日本          | 京都   | 草3200 | GI    | 春季天皇賞       | 58   | 松若風馬 | 4    | 14   | 9        | 3:17.6   | 氣自豪                |
| 28/6/2020  | 日本          | 阪神   | 草2200 | GI    | 寶塚紀念         | 58   | 松若風馬 | 13   | 18   | 9        | 2:16.6   | 創世駒                |
| 11/10/2020 | 日本          | 京都   | 草2400 | GII   | 京都大賞典       | 56   | 松若風馬 | 1    | 17   | 7        | 2:26.1   | 耀滿瓶                |
| 14/2/2021  | 日本          | 阪神   | 草2200 | GII   | 京都紀念         | 56   | 松若風馬 | 9    | 11   | 3        | 2:10.7   | 唯獨愛你              |
| 27/3/2021  | 日本          | 中山   | 草2500 | GII   | 日經賞           | 56   | 松若風馬 | 12   | 15   | 12       | 2:34.9   | 瑪蓮必勝              |
| 10/10/2021 | 日本          | 阪神   | 草2400 | GII   | 京都大賞典       | 56   | 松若風馬 | 7    | 14   | 9        | 2:25.2   | 豐收節                |
| 7/11/2021  | 日本          | 阪神   | 泥1800 | GIII  | 京都錦標         | 57   | 松若風馬 | 15   | 16   | 13       | 1:52.4   | 名將飛燕              |
| 23/12/2021 | 日本          | 名古屋 | 泥2500 | JpnII | 名古屋大獎賽     | 57   | 松若風馬 | 4    | 11   | 3        | 2:46.8   | Vertex                |
| 23/1/2022  | 日本          | 中山   | 草2200 | GII   | 美國賽馬會盃     | 56   | 松若風馬 | 7    | 14   | 12       | 2:13.7   | 鵠志王                |
| 20/3/2022  | 日本          | 阪神   | 草3000 | GII   | 阪神大賞典       | 56   | 松若風馬 | 1    | 13   | 13       | 3:19.7   | 緣厚情摯              |

## 退役後
退役後，由於賽黃晶經已接受閹割，所以不能進行配種工作，因而前往岡山縣真庭市Old Friends Japan休養，在2022年以乘騎馬身份工作。

## 血統簡介
父系統治地位爲日本賽駒，生涯戰績優秀，曾遠征香港出戰女皇盃取得大捷。祖父夏威夷王爲日本賽駒，生涯戰績極爲優秀，僅得一戰未能獲勝，曾勝出一級賽NHK一哩賽及東京優駿，爲日本史上首匹贏得變則二冠的賽駒。
母系Tanzanite為日本賽駒，生涯戰績不佳僅勝出條件戰級別的賽事。外祖父週日寧靜是美國三冠賽雙冠馬，退役後在日本配種，在日本馬壇相當成功，贏得多項分級賽事，其子嗣贏得巨額獎金。

### 血統表
| 父線：金滿寶系（淘金者系）          |                               |                  |                 |
| 種馬 統治地位 2007年（棗色）        | 夏威夷王 2001年（棗色）       | 金滿寶           | 淘金者          |
| 種馬 統治地位 2007年（棗色）        | 夏威夷王 2001年（棗色）       | 金滿寶           | Miesque         |
| 種馬 統治地位 2007年（棗色）        | 夏威夷王 2001年（棗色）       | Manfath          | 最後大官        |
| 種馬 統治地位 2007年（棗色）        | 夏威夷王 2001年（棗色）       | Manfath          | Pilot Bird      |
| 種馬 統治地位 2007年（棗色）        | 氣槽 1993年（棗色）           | 東來兵           | Kampala         |
| 種馬 統治地位 2007年（棗色）        | 氣槽 1993年（棗色）           | 東來兵           | Severn Bridge   |
| 種馬 統治地位 2007年（棗色）        | 氣槽 1993年（棗色）           | Dyna Carle       | 北方風味        |
| 種馬 統治地位 2007年（棗色）        | 氣槽 1993年（棗色）           | Dyna Carle       | Shadai Feather  |
| 繁殖雌馬 Tanzanite 2000年（深棗色） | 週日寧靜 1986年（棕色）       | Halo             | Hail to Reason  |
| 繁殖雌馬 Tanzanite 2000年（深棗色） | 週日寧靜 1986年（棕色）       | Halo             | Cosmah          |
| 繁殖雌馬 Tanzanite 2000年（深棗色） | 週日寧靜 1986年（棕色）       | Wishing Well     | Understanding   |
| 繁殖雌馬 Tanzanite 2000年（深棗色） | 週日寧靜 1986年（棕色）       | Wishing Well     | Mountain Flower |
| 繁殖雌馬 Tanzanite 2000年（深棗色） | Catherine Parr 1987年（棕色） | 河人             | Never Bend      |
| 繁殖雌馬 Tanzanite 2000年（深棗色） | Catherine Parr 1987年（棕色） | 河人             | River Lady      |
| 繁殖雌馬 Tanzanite 2000年（深棗色） | Catherine Parr 1987年（棕色） | Regal Excecption | 里博            |
| 繁殖雌馬 Tanzanite 2000年（深棗色） | Catherine Parr 1987年（棕色） | Regal Excecption | Rajput Princess |
| 雌系：號族：16-a                    |                               |                  |                 |
| 五代內近親交配：無                  |                               |                  |                 |

## 命名由來
名字Danburite（ダンビュライト）即為鈣硼矽酸鹽礦物賽黃晶，聯想自母系Tanzanite之名字（此名字出自寶石坦尚石）。

## 外部連結
- 賽黃晶 netkeiba.com （页面存档备份，存于）
- 血統表 （页面存档备份，存于）